# 코드브레이커
코드브레이커 - 암호해독의 역사는 1967년 데이비드 칸이 지은 책으로 고대 이집트 시대서부터 암호의 역사에 대해 설명하고 있는 책이다. 미국 정부는 책이 출간되기 전부터 이 책의 출간에 관여하였으며, 부분적으로 성공하였다. 그리고 1996년 개정판이 나왔으며, 한국어 판의 경우 1996년 개정판을 이용하여 번역을 하였다.

## 총론
미국의 암호 분석가였던 브랜폴드 하디 3세는 내부 정보와 더불어, 원문의 독일어 번열을 해줬으며, 정성어리게 책에 대해 조언해주었다.
코드브레이커는 암호의 역사를 잘 작성한 책으로 널리 잘 알려져 있다. Newsday에서 전 미국 국가 안보국 부국장인 윌리엄 크로웰은 "저 사람(데이비드 칸)이 이 코드브레이커를 쓰기 전까지 할 수 있는 일이라곤 엄청나게 기술적으로 복잡하면서 매우 어려운 설명서를 사는수 밖에 없었다"라고 말했다.
저널리스트였던 칸은 1961년도에 암호학에 대한 책을 쓸 것을 계약받는다. 그는 처음엔 파트 타임식으로 쓰다가 나중엔 일을 그만두고 코드브레이커를 작성하게 된다. 코드브레이커에는 미국 국가 안보국에 대한 정보가 실려있으며, 1982년 제임스 뱀폴드에 따르면, NSA는 이 책의 출간을 막으려 했다. NSA는 여러 가지 옵션을 만들었으며, 그 중엔 칸의 저작에 대한 나쁜 리뷰를 실어 칸의 신용을 떨어트리는 것도 포함되어 있었다.
미국 정보위원회에선 이 책을 두고 "적들에게 통신 보안 인가에 대한 잠재적인 지원을 할 수 있을 것"이라 봤으며, "가능하다면 가벼운 행동을 취할 것이지만, 적은 법적 조치로 칸 혹은 출판사를 낙담 시킬것"을 추천했다. 칸의 출판사인 Macmillan and Sons은 칸의 허락 없이 1966년 3월 4일 정부에게 원고를 건냈다. 결국 칸과 출판사는 NSA와 관련있는 몇몇 부분들과 영국의 GCHQ에 대한 내용을 삭제하는 것으로 합의를 보게 된다.
개정전 이 책의 마지막은 SETI였다. 왜냐면 이 책의 발간때 대부분의 이니그마 해독 문건은 기밀 상태였으며, 앨런 튜링에 대한 이야기도 나오지 않았다. 또한 강력한 암호가 퍼블릭 도메인으로 풀리고, 공개 키 암호 방식과 데이터 암호 표준, 그리고 PGP가 발명 될 것이라고 생각도 못하였다. 그리고 1996년 개정판에서는 새로운 장에 이 모든걸 다 싣게 되었다.